# Myrceugenia lanceolata
Myrceugenia lanceolata là một loài thực vật có hoa trong Họ Đào kim nương. Loài này được (Juss. ex J.St.-Hil.) Kausel mô tả khoa học đầu tiên năm 1947.